# Setia slikorum
Setia slikorum is een slakkensoort uit de familie van de Rissoidae. De wetenschappelijke naam van de soort is voor het eerst geldig gepubliceerd in 1984 door Verduin.